# Вінден-ам-Зее
Вінден-ам-Зее (нім. Winden am See) — громада округу Нойзідль-ам-Зее у землі Бургенланд, Австрія.
Вінден-ам-Зее лежить на висоті  124 м над рівнем моря і займає площу  13,5 км². Громада налічує 1307 мешканців. 
Густота населення 97/км².  
|                                        |
| Вінден-ам-Зее на мапі округу та землі. |

 Адреса управління громади:  7092 Winden am See. 

## Демографія
Історична динаміка населення міста за даними сайту Statistik Austria

## Виноски
1. ↑  Dauersiedlungsraum der Gemeinden Politischen Bezirke und Bundesländer - Gebietsstand 1.1.2018 — Статистичне управління Австрії.
2. ↑  Einwohnerzahl 1.1.2018 nach Gemeinden mit Status, Gebietsstand 1.1.2018 — Статистичне управління Австрії.
3. ↑  www.winden.at. Архів оригіналу за 7 грудня 2013. Процитовано 20 жовтня 2013.
4. ↑  Gemeindedaten von Winden am See. Архів оригіналу за 4 грудня 2015. Процитовано 20 жовтня 2013.

| Австрія | Це незавершена стаття з географії Австрії. Ви можете допомогти проєкту, виправивши або дописавши її. |